# Ewald Nowotny

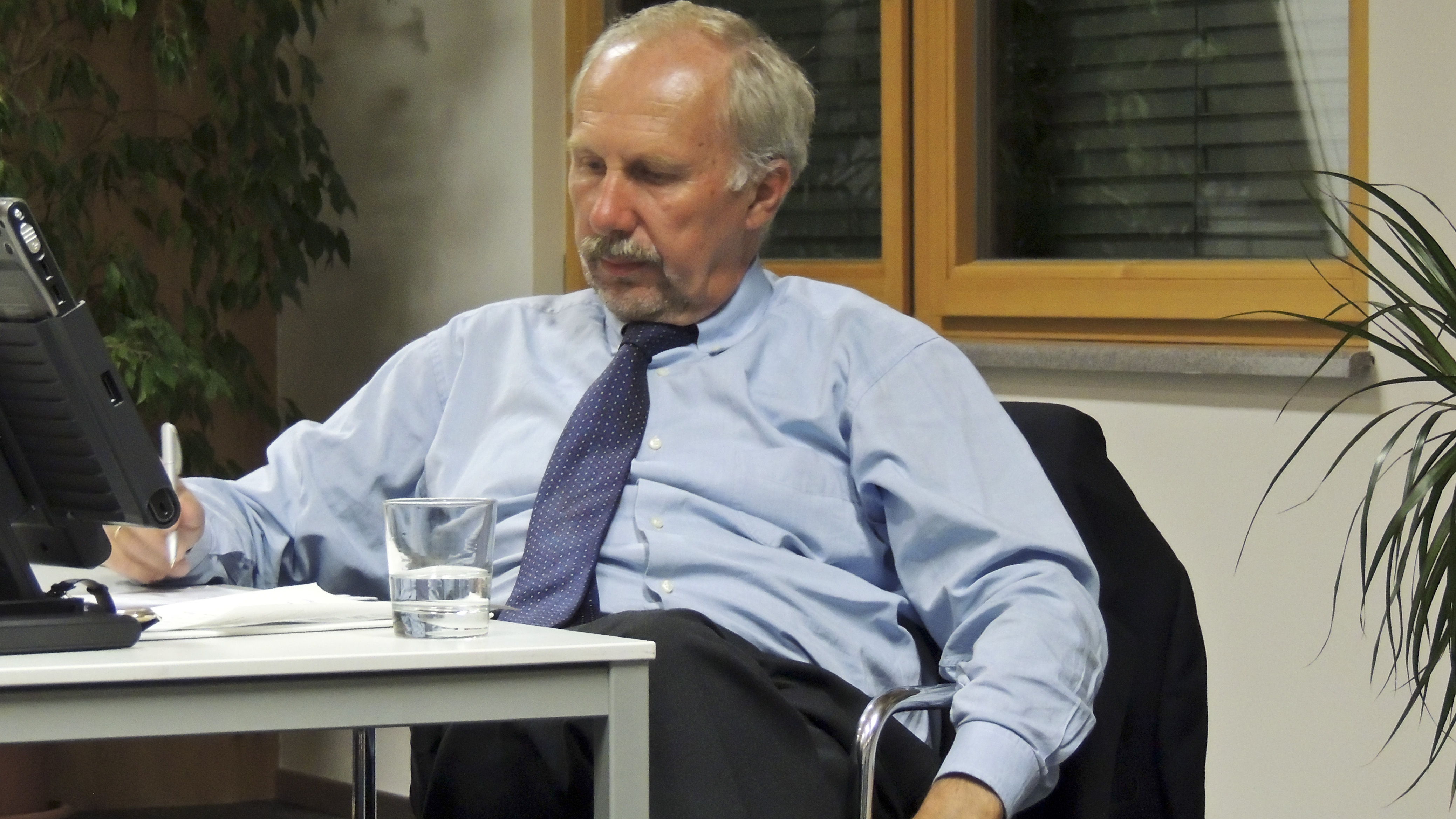
Ewald Nowotny, 2012

Ewald Nowotny (* 28. Juni 1944 in Wien) ist ein ehemaliger österreichischer Politiker der SPÖ und Ökonom.
Von 2006 bis Ende 2007 war Nowotny Generaldirektor der BAWAG P.S.K. und vom 1. September 2008 bis zum 31. August 2019 Gouverneur der Oesterreichischen Nationalbank.

## Leben
Ewald Nowotny ist ein Sohn eines Altphilologen, welcher als Gymnasialrektor in Wien angestellt war.

### Ausbildung
Ewald Nowotny besuchte von 1950 bis 1954 eine Volksschule. Anschließend war er bis 1962 an einer allgemeinbildende höhere Schule, um an der Universität Wien Rechte und der Staatswissenschaften zu studieren. 1966 wurde er zum Dr. iur. promoviert. 1966/67 belegte er Kurse zur Ökonomie am Institut für Höhere Studien in Wien und Europastudien in Straßburg. Seine Habilitation der Volkswirtschaftslehre an der Johannes Kepler Universität Linz legte er anschließend ab.

### Werdegang
Ab 1967 war er für vier Jahre an der Universität Linz, anfangs als Assistent und später Dozent tätig. 1971/72 war er American Council of Learned Societies-Scholar an der Harvard University (USA) und wurde im selben Jahr ordentlicher Professor für Finanzwissenschaft an der Technischen Universität Darmstadt. Im darauffolgenden Jahr ging er als ordentlicher Universitätsprofessor zurück an die Universität Linz und wurde hier Vorstand des Institutes für Finanzwissenschaften. In Linz blieb er bis 1982. Zeitgleich war er von 1973 bis 1978 Präsident des Verwaltungsrates der Österreichischen Postsparkasse. Von 1982 bis 2008 war er ordentlicher Universitätsprofessor an der Wirtschaftsuniversität Wien und hier auch von 2003 bis 2005 Vizerektor für Finanzen. Ab März 2013 gehört er dem Universitätsrat der Wirtschaftsuniversität Wien an. 2007 nahm er an der Bilderberg-Konferenz in Istanbul teil.
1999 wurde er Vizepräsident der Europäischen Investitionsbank in Luxemburg, was er bis 2003 blieb. 2006/07 war er Generaldirektor der BAWAG P.S.K. Ab September 2008 war er Gouverneur der Oesterreichischen Nationalbank. Anfang 2013 wurde sein Vertrag für weitere sechs Jahre verlängert (per 1. September 2013). Im August 2019 schied er aus diesem Amt aus.
Im September 2019 wurde er als Nachfolger von Klaus Liebscher zum Präsidenten der Österreichischen Gesellschaft für Europapolitik (ÖGfE) gewählt.

### Politische Tätigkeiten
Als Mitglied des Bezirksparteivorstandes der SPÖ Linz war Nowotny ab 1974 aktiv und zusätzlich ab 1978 Abgeordneter zum Nationalrat.
Ab 1989 war Nowotny ebenfalls:
- Mitglied im Landesbildungsausschuss der SPÖ Oberösterreich
- Vorsitzender des SPÖ-Bundesbildungsausschusses (SPÖ Bildung)
- Vorstand der Fachgruppe Wirtschaft des Bundes Sozialdemokratischer Akademiker, Intellektueller und Künstler (BSA)
- Vorsitzender-Stellvertreter des Klubs der Sozialistischen Abgeordneten und Bundesräte.

Ab 1990 war er außerdem Mitglied des Bundesparteivorstandes der SPÖ.
Im Jahr 1999 hat Ewald Nowotny alle seine politischen Funktionen und Ämter zurückgelegt.
Er ist Mitglied der Trilateralen Kommission.

## Kritik
Als Gouverneur der Nationalbank zeigte sich Nowotny besorgt über das Ausmaß der Staatsverschuldung in Österreich. Als langjähriger Finanzsprecher seiner Partei im Nationalrat war er selbst maßgeblich an der Budgetpolitik der Großen Koalition von 1986 bis 2000 beteiligt. In dieser Zeit stieg der öffentliche Schuldenstand von knapp 52 auf 66 Prozent des BIP, das jährliche Budgetdefizit betrug durchschnittlich über drei Prozent. Nach der Ansicht wirtschaftsliberaler Kritiker sei Nowotny „der wissenschaftliche Beschwichtigungshofrat der großkoalitionären Schuldenpolitik“ gewesen. Dem ist entgegenzuhalten, dass sich Nowotny gegen eine leichtfertige Steigerung des strukturellen Defizits ausspricht, um eine Abhängigkeit von den „Kapitalmärkten“ möglichst zu vermeiden:

„Das Steuersystem ist aber von der Höhe der Abgabenbelastung her in den letzten Jahren offenbar an psychologische Grenzen gestoßen – trotzdem ist der Ausweg einer permanenten Finanzierung über öffentliche Verschuldung falsch, weil dadurch der gesellschaftspolitische Spielraum des Budgets durch steigende Schuldendienstquoten eingeschränkt wird, was langfristig eine verstärkte Kontrolle der Kapitalmärkte über die Entwicklung des öffentlichen Sektors nach sich zieht […].“

Im September 2015 plädierte er in einem Aufsatz dafür, die europäische Währungspolitik und auch die europäische Integration behutsam zu betreiben. Forderungen nach einer europäischen „Wirtschaftsregierung“ oder einem europäischen „Finanzminister“ lehnte er ab; ebenso die kurz zuvor vom französischen Wirtschaftsminister Emmanuel Macron behauptete These, man müsse sich entscheiden, ob man 'Neugründer oder Totengräber der EU' sein wolle. Dazu müssten, so Macron, auch Tabus in Deutschland gebrochen werden. Falls man in der Eurozone zu keiner Form von Finanztransfer bereit sei, könne man den Euro und die Eurozone vergessen.

## Auszeichnungen (Auszug)
- Großes Goldenes Ehrenzeichen für Verdienste um die Republik Österreich
- 1973: Kardinal-Innitzer-Förderungspreis für Sozial- und Wirtschaftswissenschaften
- 1997: Großes Silbernes Ehrenzeichen mit dem Stern für Verdienste um die Republik Österreich
- 2008: Ehrendoktor der Universität Klagenfurt
- 2014: Großes Silbernes Ehrenzeichen am Bande für Verdienste um die Republik Österreich
- 2020: Ehrenpreis für monetäre Ökonomie des Monetären Workshops in Frankfurt[12]

## Werke (Auswahl)
- Löhne, Preise, Beschäftigung. (Hrsg.) Frankfurt, 1974. ISBN 978-3-8072-5012-0
- Öffentliche Verschuldung. Stuttgart-New York, 1979. ISBN 978-3-437-40066-7
- Gesamtwirtschaftliche Finanzierung und öffentliche Verschuldung. Mit P. Mooslechner. Österreichisches Forschungsinstitut für Sparkassenwesen. Wien 1980.
- Zur politischen Ökonomie der öffentlichen Verschuldung. In: Staatsverschuldung Kontrovers. (Hrsg. D. B. Simmert, K.-D. Wagner) Bonn 1981. ISBN 978-3-8046-8588-8
- Wirtschaftswachstum und öffentlicher Sektor. Mit W. Hanisch, S. Hellmer. Schriftenreihe des Ludwig Boltzmann-Institutes für Wachstumsforschung. Bd. 12. Wien 1989.
- Handbuch der österreichischen Wirtschaftspolitik. Mit H. Abele, S. Schleicher, G. Winckler. (3. Auflage) Wien 1989. ISBN 978-3-214-07052-6
- Gründe und Grenzen der öffentlichen Verschuldung. In: Ökonomie in Theorie und Praxis. (Hrsg. G. Chaloupek, A. Guger) Berlin und Heidelberg 2002. ISBN 978-3-642-62671-5
- Der öffentliche Sektor. Einführung in die Finanzwissenschaft. Mit M. Zagler. (5. Auflage) Berlin-Heidelberg 2009. ISBN 978-3-540-87800-1
- Geld und Leben, Braumüller, Wien 2020, ISBN 978-3-99100-313-7